# Amt Wallmerod

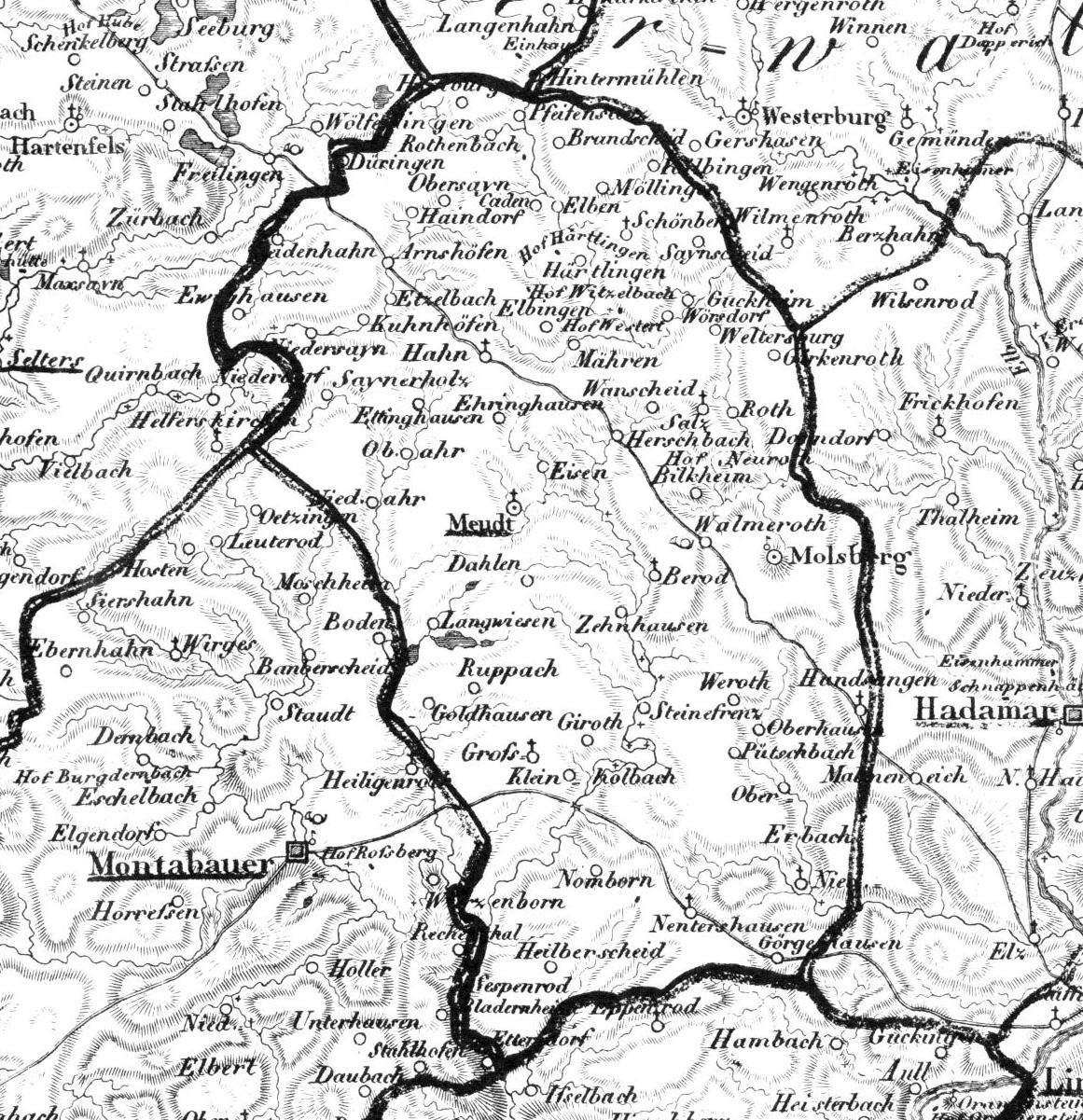
Karte des Amtes Meudt 1828

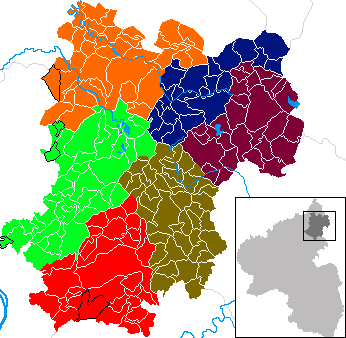
Das Amt Meudt von 1816 in Ocker innerhalb des heutigen Kreisgebietes

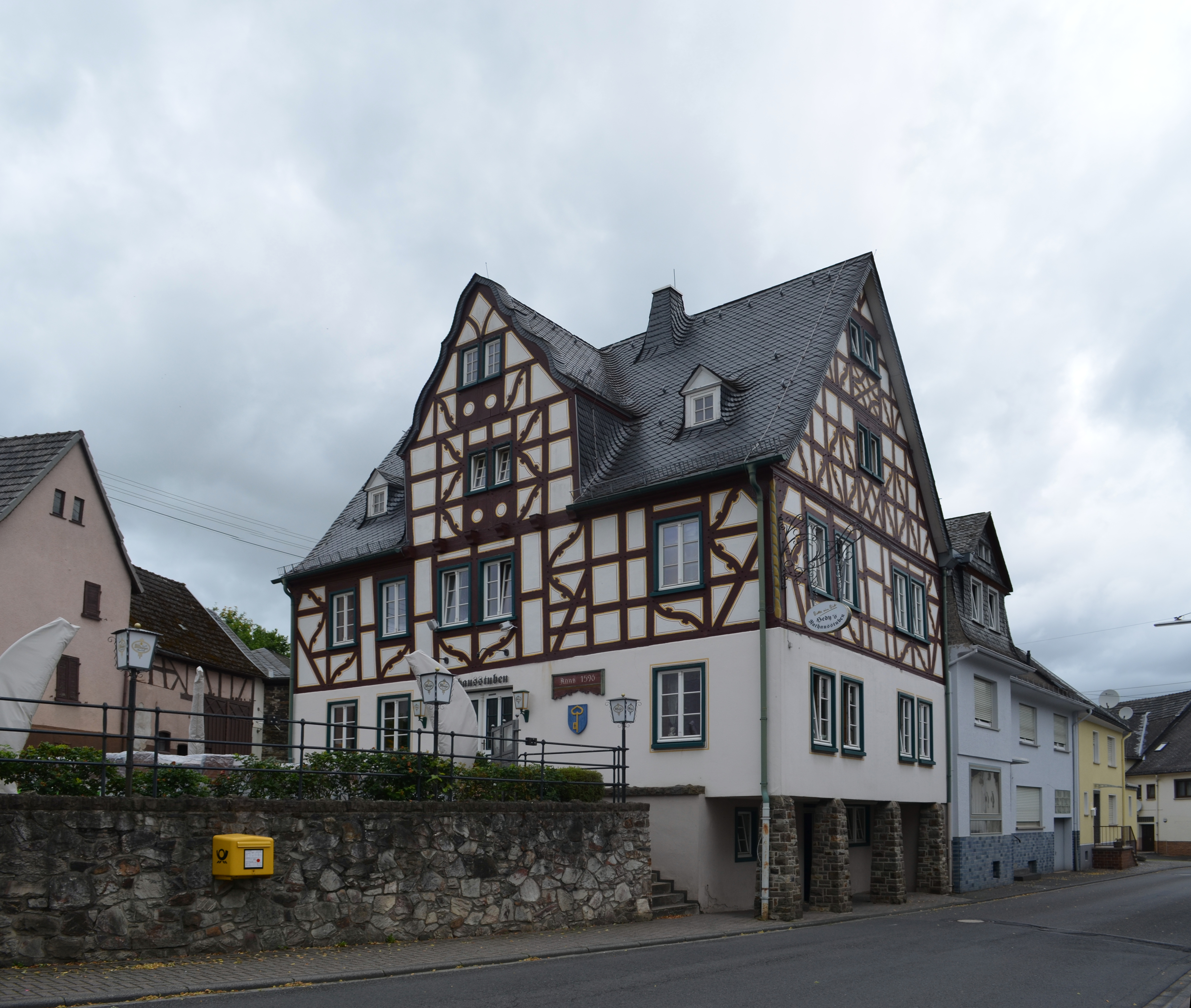
Rathaus Meudt

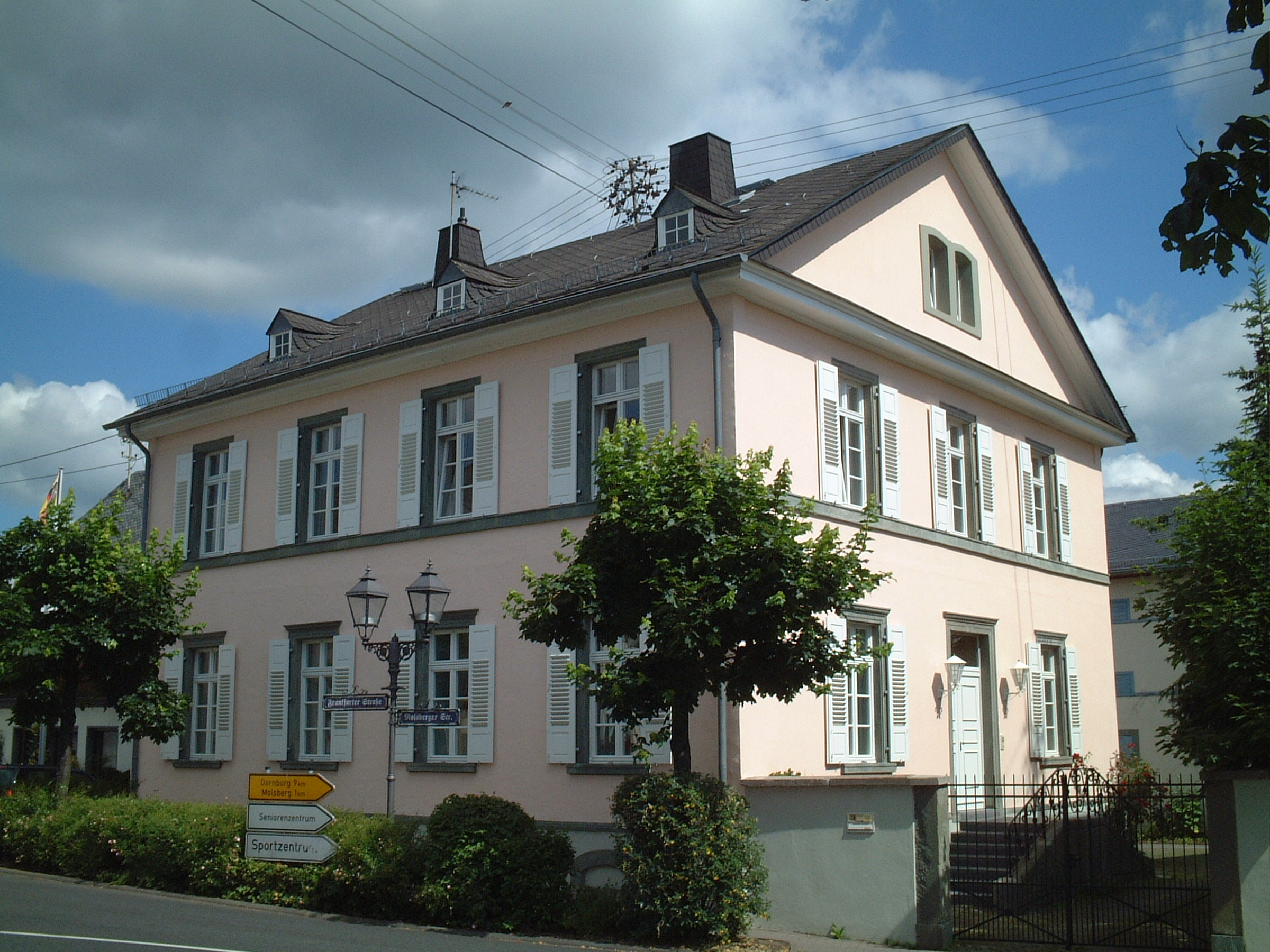
Herzoglich-nassauische Receptur aus dem Jahr 1834

Das Amt Wallmerod (1809–1831: Amt Meudt) war ein Amt des Herzogtums Nassau. 

## Geschichte

### Nassau
Das Amt wurde 1809 unter dem Namen Amt Meudt durch Abtrennung der vier nordöstlichen Gerichte vom kurtrierischen Amt Montabaur gebildet. Der Sitz war Montabaur, der damit außerhalb des Amtsbezirks lag. 1816 kam die Gemeinde Weltersburg hinzu, die nach 1803 zunächst dem Amt Rennerod zugeteilt war. 
1820 bestand das Amt aus 49 Gemeinde-Bezirken, davon 2 Flecken, 57 Dörfern und 39 Höfen und Mühlen. Im Amt wohnten 2.481 Familien oder 11.141 Einwohner. Davon waren 30 evangelisch, 11.060 katholisch und 51 Juden.
Einwohner des Amts protestierten jahrelang gegen den auswärtigen Amtssitz in Montabaur und schlugen Wallmerod als Amtssitz vor. Die nassauische Regierung lehnte dies wegen der geringen Größe des Orts ab. Zudem war kein passendes Gebäude für die Amtsverwaltung vorhanden. Schließlich bot die Gemeinde Wallmerod 1820 an, auf eigene Kosten ein Amtshaus zu errichten. Erneut lehnte die Landesregierung ab und billigte lediglich die Niederlassung einer Amtsapothele in Wallmerod zu. Diese betrieb der Hadamarer Apotheker Hergt als Filiale. Als der Sitz des Amts 1831 schließlich doch nach Wallmerod verlegt wurde, erhielt es den Namen Amt Wallmerod.
Im Jahr 1836 wurde das Amt Wallmerod wie folgt beschrieben:

„Das Amt Walmerod. Von den 59.527 Morgen dieses Amtes kommen 266 auf die Gebäudestellen, 295 auf die Gärten, 27.099 auf das Ackerland, 10.265 auf die Wiesen, 17 auf Weiher, 15.715 auf die Waldungen, 4.424 auf Dreschland und Waideplätze und 1.446 auf nicht besteuerte Liegenschaften, In den 2.202 Wohnhäusern leben in 2.871 Familien 12.894 Menschen, unter welchen 116 Evangelische, 12.722 Katholiken, 5 Mennoniten und 51 Juden sind,
   Wallmerod, Dorf und Amtssit mit 360 Einwohnern.
   Hundsangen, Dorf mit 760 Einwohnern.
   Meudt, Flecken mit 682 Einwohnern.
   Molsberg, Flecken mit einem Schlosse und 390 Einwohnern.“

Nach der Märzrevolution 1848 wurde die Verwaltung neu geordnet. Mit Gesetz vom 4. April 1849 wurden in Nassau Verwaltung und Rechtsprechung auf unterer Ebene getrennt. Die Reform trat zum 1. Juli 1849 in Kraft. Für die Verwaltung wurden 10 Kreisämter gebildet, die Ämter als Justizämter (also Gerichte der ersten Instanz) weitergeführt. Die Verwaltungsaufgaben des Amtes Wallmerod wurden vom Kreisamt Hadamar wahrgenommen, die Rechtsprechung vom Justizamt Wallmerod. Die Reform wurde jedoch bereits am 1. Oktober 1854 wieder rückgängig gemacht, die Kreise wieder abgeschafft und die vorigen Ämter wiederhergestellt.

### Preußen
Nach dem Deutschen Krieg wurde Nassau von Preußen annektiert. Am 22. Februar 1867 wurde der Unterwesterwaldkreis aus den Amt Wallmerod und benachbarten Ämtern gebildet. Erst im Rahmen dieser Neuordnung werden Verwaltung und Rechtsprechung getrennt. Für die Rechtsprechung in erster Instanz, die bisher durch das Amt vorgenommen wurde, wurde, zunächst die richterlichen Beamte in den Ämtern zuständig und zum 1. September 1867 das Amtsgericht Wallmerod gebildet.
Aber auch nach der Kreisgründung bleibt die bisherige Amtsstruktur erhalten. Die Königliche Verordnung vom 22. Februar 1867 regelte, dass „die Amtsbezirke als engere Verwaltungsbezirke in ihrer bisherigen Begrenzung bestehen“ bleiben. Die ehemaligen Ämter bilden die drei Bezirke des Kreises. Gemäß § 13 der Kreisverfassung entsendeten die Bezirke also die ehemaligen Ämter jeweils sechs Vertreter in den neuen Kreistag. Der Amtmann hatte die Aufsicht über die Ortspolizei und war Mitarbeiter des Landrates. 
Mit der Verwaltungsreform von 1885/1886 wurden die Ämter endgültig aufgelöst.

## Zugehörige Orte
Sie standen ausnahmslos vorher unter dem Kurfürstentum Trier.
| Damals                            | Heute              | Verbandsgemeinde | Häuser 1840 | Familien 1840 | Einwohner 1840 |
| --------------------------------- | ------------------ | ---------------- | ----------- | ------------- | -------------- |
| Wallmerod                         | Wallmerod          | Wallmerod        | 67          | 105           | 478            |
| Arnshöfen                         | Arnshöfen          | Wallmerod        | 19          | 28            | 121            |
| Berod                             | Berod              | Wallmerod        | 53          | 93            | 326            |
| Bilkheim                          | Bilkheim           | Wallmerod        | 34          | 47            | 214            |
| Blaumhöfen [Gem. Niedersayn]      | Niedersayn         | Selters          | -           | -             | -              |
| Brandscheid                       | Brandscheid        | Westerburg       | 28          | 44            | 175            |
| Dahlen                            | Meudt              | Wallmerod        | 31          | 38            | 216            |
| Düringen                          | Wölferlingen       | Selters          | 15          | 22            | 91             |
| Ehringshausen                     | Meudt              | Wallmerod        | 12          | 27            | 108            |
| Eisen                             | Meudt              | Wallmerod        | 27          | 34            | 169            |
| Elben                             | Kaden              | Westerburg       | -           | -             | -              |
| Elbingen                          | Elbingen           | Wallmerod        | 35          | 40            | 195            |
| Ettinghausen                      | Ettinghausen       | Wallmerod        | 26          | 33            | 161            |
| Etzelbach [Gem. Arnshöfen]        | Arnshöfen          | Wallmerod        | -           | -             | -              |
| Ewighausen                        | Ewighausen         | Selters          | 37          | 55            | 216            |
| Girkenroth                        | Girkenroth         | Westerburg       | 49          | 67            | 306            |
| Girod                             | Girod              | Montabaur        | 59          | 71            | 347            |
| Görgeshausen                      | Görgeshausen       | Montabaur        | 55          | 73            | 306            |
| Goldhausen                        | Ruppach-Goldhausen | Montabaur        | 23          | 28            | 157            |
| Großholbach                       | Großholbach        | Montabaur        | 59          | 78            | 360            |
| Guckheim                          | Guckheim           | Westerburg       | 59          | 77            | 338            |
| Härtlingen                        | Härtlingen         | Westerburg       | 31          | 40            | 227            |
| Hahn                              | Hahn               | Wallmerod        | 63          | 81            | 332            |
| Haindorf [Gem. Obersayn]          | Rothenbach         | Westerburg       | -           | -             | -              |
| Heilberscheid                     | Heilberscheid      | Montabaur        | 84          | 101           | 383            |
| Herschbach                        | Herschbach         | Wallmerod        | 65          | 88            | 413            |
| Himburg [Gem. Rothenbach]         | Rothenbach         | Westerburg       | -           | -             | -              |
| Hundsangen                        | Hundsangen         | Wallmerod        | 139         | 192           | 815            |
| Kaden                             | Kaden              | Westerburg       | 39          | 49            | 243            |
| Karnhöfen [Gem. Niedersayn]       | Niedersayn         | Selters          | -           | -             | -              |
| Kleinholbach                      | Girod              | Montabaur        | 32          | 43            | 182            |
| Kölbingen                         | Kölbingen          | Westerburg       | 53          | 83            | 340            |
| Kuhnhöfen                         | Kuhnhöfen          | Wallmerod        | 17          | 17            | 102            |
| Langwiesen [Gem. Dahlen]          | Meudt              | Wallmerod        | -           | -             | -              |
| Lochheim [Gem. Herschbach]        | Herschbach         | Wallmerod        | -           | -             | -              |
| Mähren (auch: Mern)               | Mähren             | Wallmerod        | 27          | 43            | 158            |
| Meisenburger Hof [Gem. Arnshöfen] | Arnshöfen          | Wallmerod        | -           | -             | -              |
| Meudt                             | Meudt              | Wallmerod        | 116         | 185           | 734            |
| Mittelahr [Gem. Niederahr]        | Niederahr          | Wallmerod        | -           | -             | -              |
| Möllingen [Gem. Kölbingen]        | Kölbingen          | Westerburg       | -           | -             | -              |
| Molsberg                          | Molsberg           | Wallmerod        | 74          | 103           | 468            |
| Hof Neuroth [Gem. Bilkheim]       | Bilkheim           | Wallmerod        | -           | -             | -              |
| Nentershausen                     | Nentershausen      | Montabaur        | 113         | 168           | 693            |
| Niederahr                         | Niederahr          | Wallmerod        | 64          | 82            | 383            |
| Niedererbach                      | Niedererbach       | Montabaur        | 57          | 76            | 349            |
| Niederhahn [Gem. Hahn]            | Hahn               | Wallmerod        | -           | -             | -              |
| Niedersayn                        | Niedersayn         | Selters          | 40          | 47            | 247            |
| Nomborn                           | Nomborn            | Montabaur        | 70          | 89            | 440            |
| Oberahr                           | Oberahr            | Wallmerod        | 55          | 77            | 317            |
| Obererbach                        | Obererbach         | Wallmerod        | 41          | 50            | 224            |
| Oberhausen                        | Dreikirchen        | Wallmerod        | 22          | 32            | 128            |
| Obersayn                          | Rothenbach         | Westerburg       | 29          | 40            | 176            |
| Pfeifensterz [Gem. Rothenbach]    | Rothenbach         | Westerburg       | -           | -             | -              |
| Pütschbach                        | Dreikirchen        | Wallmerod        | 39          | 57            | 228            |
| Roth [Gem. Salz]                  | Salz               | Wallmerod        | -           | -             | -              |
| Rothenbach                        | Rothenbach         | Westerburg       | 55          | 71            | 283            |
| Ruppach                           | Ruppach-Goldhausen | Montabaur        | 36          | 54            | 248            |
| Sainerholz                        | Ötzingen           | Wirges           | 25          | 45            | 173            |
| Sainscheid                        | Westerburg         | Westerburg       | 30          | 45            | 173            |
| Salz                              | Salz               | Wallmerod        | 92          | 136           | 562            |
| Schönberg [Gem. Kölbingen]        | Kölbingen          | Westerburg       | -           | -             | -              |
| Sespenrod (Sespenroth)            | 1853 ausgewandert  | Montabaur        | 13          | 16            | 63             |
| Steinefrenz                       | Steinefrenz        | Wallmerod        | 55          | 84            | 320            |
| Wahnscheid [Gem. Herschbach]      | Herschbach         | Wallmerod        | -           | -             | -              |
| Weidenhahn                        | Weidenhahn         | Selters          | 52          | 56            | 304            |
| Weltersburg                       | Weltersburg        | Westerburg       | 35          | 48            | 179            |
| Weroth                            | Weroth             | Wallmerod        | 32          | 46            | 188            |
| Hof Westert [Gem. Härtlingen]     | Härtlingen         | Westerburg       | -           | -             | -              |
| Hof Witzelbach [Gem. Härtlingen]  | Härtlingen         | Westerburg       | -           | -             | -              |
| Wörsdorf [Gem. Guckheim]          | Guckheim           | Westerburg       | -           | -             | -              |
| Zehnhausen                        | Zehnhausen         | Wallmerod        | 21          | 30            | 129            |

## Amtmänner
- 1816–1822: Friedrich Reipert
- 1822–1830: Karl Panthel
- 1830–1841: Christian Friedrich Magdeburg
- 1841–1843: Ludolph von Langen
- 1843–1849: Johann Friedrich Henrich Wilhelm Held
- 1854–1856: Wilhelm Dilthey
- 1856: Carl August Sell
- 1856–1861: Jakob Isbert
- 1861–1864: Carl Joseph Recken
- 1864–1866: Friedrich Raht
- 1866–1868: Adolf Lorsbach
- (1868)1870–1879: Reinhard Karl Wilhelm Gustav Göbel
- (1879–1880): Axel Friedrich Wilhelm Carl Hellmuth Graf von Schwerin
- (1880–1881): Karl Höckner
- (1881–1884): Rudolph Friedrich Otto von Spillner
- (1884–1886): Julius von Seel